# 臨時乘降場

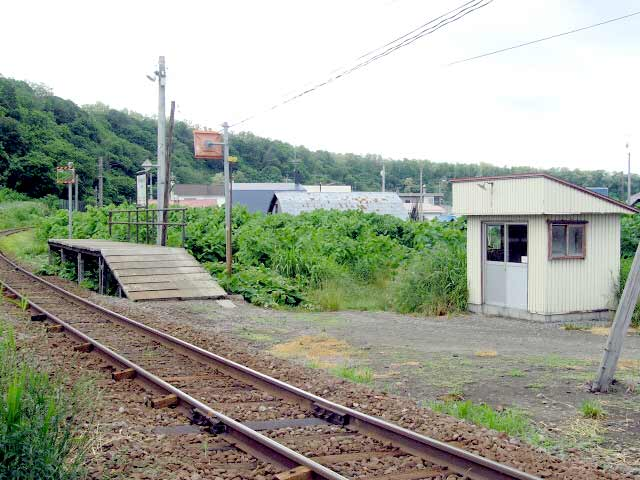
從臨時乘降場升級為車站的留萌本線朱文別站（2004年6月23日拍攝，2016年12月5日廢除）

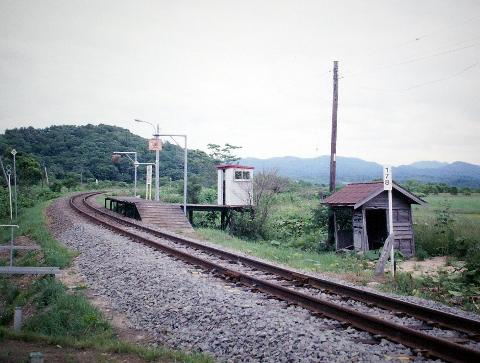
從臨時乘降場升級為車站的糠南站。圖中白色小屋是由淀川製鋼所雜物房改造而成的候車室。圖中右邊的殘舊木屋為舊候車室（1998年7月5日）。

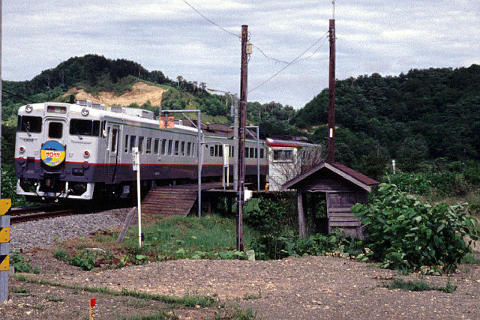
臨時乘降場的月台非常短。圖中通過糠南站的列車是3卡編成急行「佐呂別」（1998年7月5日）。

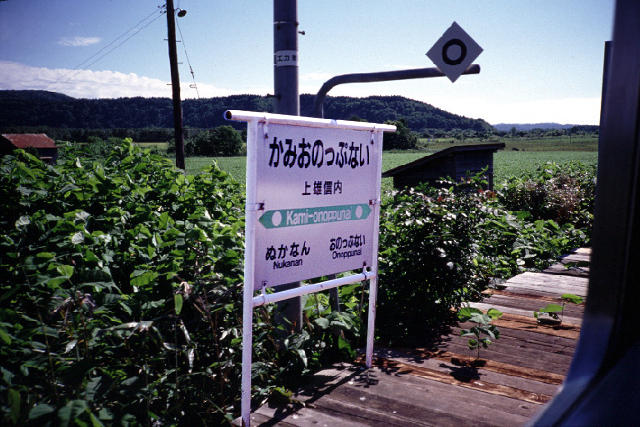
沒有充分維護月台的上雄信內站（從臨時乘降場升級為車站）（1998年7月5日拍攝。2001年7月1日廢除。）

臨時乘降場（日语：／）是日本國有鐵道（國鐵）內，其中一種停車場型態。

## 概要
臨時乘降場是指一些不合適設置車站的地方，為了方便乘客使用鐵路服務，因而臨時設置一處可以上下車的地方。在一般鐵路車站中，基本上是需要得行國鐵總部的許可才可設置，而臨時乘降場方面，只需要經當地鐵道管理局的判斷後，便可酌情設置。
在下節提及的原因下，於北海道內較多國鐵線中設置臨時乘降場，在北海道外也有一些臨時乘降場例子。在國鐵時代終結前，一些臨時乘降場升級為車站，一些被廢除。截至國鐵分割民營化當刻，於北海道外一些地區還有數座臨時乘降場。
臨時乘降場的主要對象為旅客。而設有路線分岔連接專用線及只處理貨運業務的設施不會被稱為「臨時乘降場」，前者會被稱為號誌站。

### 於北海道內設置臨時乘降場
北海道的人口密度較低，因此較少規模較大的村落內能夠設置一座正式的鐵路車站。另外，由於站與站之間的距離相對較長，而居住地與車站的距離也較遠（被稱為陸之孤島）。因此，一些需要使用公共交通工具的人士，例如上學客與長者等在乘坐鐵路時變得困難而需要進行改善。此外在冬季，當道路交通被天氣影響而中斷時，提供鐵路服務以確保有一定的公共交通服務。在以上情況下，雖然客量不足以設置正式車站，但是仍然需要在一些地方設置上下車的地方（即是臨時乘降場），因此在北海道內便設置了許多簡單結構的臨時乘降場。在1950年代中期起，北海道內引入了柴油列車（相比蒸氣機車所牽引的列車，柴油列車所需要的車站設備較少），從此加快推進設置臨時乘降場。
此外，曾經有一些號誌站處設置了職員宿舍，該宿舍除了員工還有其家族一同居住。由於在北海道一些號誌站是建設在幾乎沒有人居住的地區，或者附近沒有鐵路以外的交通工具。為了讓宿舍內的職員家屬能夠有交通工具以讓他們上學或購買日用品，便需要在號誌站處設置臨時乘降場，古瀨站就是其中一個例子。

### 設置標準的差異
關於設置臨時乘降場的標準，在道內各鐵道管理局都有所不同。旭川鐵道管理局所設置的臨時乘降場數目比其他管理局多。
另一方面在釧路鐵道管理局內，也會因為同一目的需設置臨時乘降場和臨時時降場。由於沿線人口增加，在國鐵末期開設了許多臨時乘降場。例如位於根室本線帶廣市近郊的稻士別站原本是臨時乘降場，柏林台站則為臨時乘降場（兩座臨時乗降場在國鐵分割民營化時升級為客運車站。但是稻士別站在2017年廢除。）。

### 構造與設備
大部分臨時乘降場的構造非常簡單。標準的臨時乘降場均設有木製月台，最少可容納1卡編成的列車，以及設置一條標柱。另外部分臨時乘降場會設置候車室。
但是有一些臨時乘降場的月台十分短，長度還比1卡列車還要短，這些月台被稱為「朝禮台」。另外部分臨時乘降場會使用退役巴士用作候車室（例如過往的石北本線生野站）。有一些臨時乘降場是沒有候車室（例如過往的函館本線東山站）。這些簡單的設備其本上就像一座巴士站。在這些臨時乘降場升級為正規車站後，設備基本上沒有改變。
有一些正規鐵路車站在開設時已經有一定的構造和設備，但是由於客量減少等理由而降級為號誌站，但是這些號誌站仍然會容許乘客上下車，這樣被視為臨時乘降場（例如宗谷本線神路號誌站和石北本線上越信號場等）。另外，在一些號誌站旁已設置宿舍的號誌站會從號誌站升級為臨時乘降場，開始容許乘客上下車（例如函館本線仁山號誌站（→仁山站）和根室本線古瀨號誌站（→古瀨站）等）。
另外在北海道外，有一些看起來十分簡單的設備（就像臨時乘降場一樣），但是實際上是一座正規車站（例如過往的予讚線八十場站等）。

### 其他
在臨時乘降場相鄰的正規車站站名牌中，於鄰站中多數不會標示該臨時乘降場，在全國版時間表也是同樣（參見後述）。因此，除了日常使用者外，其他乘客在旅程時會突然發現一座謎之車站。地圖研究家今尾惠介曾經憶述，在北海道鐵路旅行的樂趣是發現這些不在時間表上的臨時乘降場。
基於這個原因，有一些臨時乘降場是不為人知（例如膽振線尾路遠臨時乘降場等）。
在一些較多人使用的臨時乘降場會陸續升級為一般鐵路車站。在國鐵分割民營化時，把剩下的臨時乘降場一同升級為鐵路車站。詳情參見後述。

## 臨時乘降場的處理

### 在車費計算上
由於臨時乘降場是在地方鐵道管理局的判斷下而設立，不是由國鐵當局設置的「車站」。因此便沒有設定計算車費時必要的「營業距離」。在臨時乘降場下車時，車費會以下一座鐵路車站的營業距離為準，如果是乘車的話，則以上一座鐵路車站的營業距離為準。
但是有一些例外，小松島線的終點站小松島港臨時乘降場的車費計算與前一站的小松島站相同（該臨時乘降場可被視為於小松島站內）。另外，士幌線的電力所前臨時乘降場的車費計算均以與其距離較近的黑石平站為準（參見「電力所前臨時乘降場」）。

### 在發售車票上
在現時實施的一人控制還未普及前。於臨時乘降場乘車時，原則上乘客需要向車內的車掌購入車票。但是在一些較多人上落的臨時乘降場中，附近的商店或私人地方會被委托發售車票。在這個情況，票面所顯示的出發車站站名不會是臨時乘降場的名稱，而是上述車費提及，實際計算車站的車站名稱。只有十分少數的臨時乘降場才會在車票上顯示該臨時乘降場名稱（例如羽幌線番屋之澤臨時乘降場和相生線旭通臨時乘降場等）。

### 在時間表上
在日本交通公社（現時：JTB）發行的國鐵監修時間表，以及其他出版社（例如弘濟出版社（現時：交通新聞社））等發行的全國版時間表中，除了部分臨時乘降場外，其他一律不會記載在時間表內。在只記載北海道地區的（日本交通公社）和（弘濟出版社）中，雖然多數會記載臨時乘降場的時間表，但是在和中所記載的臨時乘降場名稱與實際於站名牌上的名稱會不一樣（例如湧網線堺橋臨時乘降場和名寄本線富丘站等）。但是還是有一些臨時乘降場在北海道版時間表中沒有被記載下來（例如士幌線新士幌臨時乘降場、白糠線共榮臨時乘降場和根室本線稻士別臨時乘降場等）。

### 在站名牌上
若一座鐵路車站的鄰站是臨時乘降場的話，站名牌通常不會顯示其名稱。這個原則同樣適用於臨時乘降場內的站名牌，而臨時乘降場的鄰站也是臨時乘降場的話，也不會標示相鄰的臨時乘降場。另外在會津線舟子臨時乘降場（現時：會津鐵道大川水壩公園站）的情況，鄰站的站名牌上會以括號和較小的字體標記該臨時乘降場。

## 國鐵分割民營化和臨時乘降場
在國鐵分割民營化下，JR成立當天（1987年4月1日）起，包含特定地方交通線在內的臨時乘降場均升級為正式車站。但是有一些例外，例如深名線政和溫泉站則變為臨時車站，該站變為季節性營業。在這個時候，這些被升級的車站還未設定營業距離，因此車費計算上還是與臨時乘降場時代同樣。停靠列車方面，會依然與過往情況一樣，部分的普通列車會通過此站。在實際運作上沒有太大變化。
而營業距離在1990年（平成2年）3月10日起開始設定（不包括當天廢除的車站）。
這些前臨時乘降場在升級為車站後，由於沿線的人口進一步減少，以及客量低等理由而陸續被廢除。特別是在2010年代起，廢除的步伐加快了。例如在2021年3月，JR北海道廢除的13座車站中，11座車站原自臨時乘降場。

### 在北海道內現存，原本為臨時乘降場之列表
有一些車站已經經過翻新，看起來不像該站曾經為臨時乘降場。而有一些車站仍然十分簡單，仍然持續在臨時乘降場時代的風格。
| 路線     | 車站名稱         | 備註                                           |
| -------- | ---------------- | ---------------------------------------------- |
| 函館本線 | 大中山站         |                                                |
| 函館本線 | 仁山站           | 原本是一座可上落乘客的號誌站。                 |
| 函館本線 | 渡島沼尻站       | 原本是一座可上落乘客的號誌站。                 |
| 函館本線 | 光珠內站         |                                                |
| 札沼線   | 北海道醫療大學站 | 升級為車站後，車站進行大規模翻新               |
| 室蘭本線 | 小幌站           | 原本是一座可上落乘客的號誌站。                 |
| 室蘭本線 | 北舟岡站         | 原本是一座可上落乘客的號誌站。                 |
| 室蘭本線 | 崎守站           | 升級為車站時，鐵路線使用新的走線。             |
| 千歳線   | 長都站           | 在車站啟用前的臨時乘降場，當時被視為暫時營業。 |
| 留萌本線 | 北秩父別站       |                                                |
| 釧網本線 | 桂台站           |                                                |
| 宗谷本線 | 旭川四條站       | 升級為車站時同時高架化。                       |
| 宗谷本線 | 北永山站         | 升級為車站後被遷移和改建。                     |
| 宗谷本線 | 瑞穗站           |                                                |
| 宗谷本線 | 智北站           | 升級為車站後被遷移和改建。                     |
| 宗谷本線 | 天鹽川溫泉站     |                                                |
| 宗谷本線 | 糠南站           |                                                |
| 石北本線 | 柏陽站           | 升級為車站後高架化。                           |
| 石北本線 | 西女滿別站       |                                                |

## 注腳

## 外部連結
- 不思議な小駅"仮乗降場"について，存于